# Gaston Peltier
Gaston Peltier (1876 - không rõ) là cầu thủ bóng đá người Pháp. Ông từng tham dự Thế vận hội Mùa hè 1900.
Tại Paris, Peltier giành huy chương bạc cùng đội Club Français.